# 博格德尼察鄉
46°27′N 27°41′E / 46.450°N 27.683°E
博格德尼察鄉（羅馬尼亞語：Comuna Bogdănița, Vaslui），是羅馬尼亞的鄉份，位於該國東北部，由瓦斯盧伊縣負責管轄，面積49平方公里，海拔高度200米，2007年人口1,561，人口密度每平方公里32人。